# بی اوبا
بی اوبا (به لاتین: Bayoba) یک منطقه مسکونی در جمهوری آذربایجان است که در شهرستان خاچماز واقع شده است.